# Рокитовце
Рокитовце (слч. Rokytovce) насељено је мјесто са административним статусом сеоске општине (слч. obec) у округу Медзилаборце, у Прешовском крају, Словачка Република.

## Становништво
| Година:    | 1994. | 2004.   | 2014.   | 2024. |
| ---------- | ----- | ------- | ------- | ----- |
| Број људи: | 185   | 186     | 200     | 156   |
| Разлика:   |       | +0,54 % | +7,52 % | -22 % |

| Година:    | 2023. | 2024.   |
| ---------- | ----- | ------- |
| Број људи: | 158   | 156     |
| Разлика:   |       | -1,26 % |

Према подацима о броју становника из 2024. године насеље је имало 156 становника.